# Gdov
Gdov (russisk: Гдов, tr. Gdov) er en by i Pskov oblast i Rusland. Den ligger ved floden Gdovka, blot to kilometer før udløbet i søen Peipus. Byen har 3.465(2021) indbyggere.

## Historie
Gdov blev grundlagt i 1300-tallet som en udpost for at bevogte byen Pskov. I 1431–1434 byggede Pskov en fæstning der, og resterne af den kan ses endnu i dag. Byen blev angrebet ved flere anledninger af svenskere og polakker (som under den nordiske 25-årskrig og Den ingermanlandske krig), men blev endelig returneret til Rusland i 1617. 
I 1780 fik Gdov formelt status som by. I maj 1919 blev Gdov indtaget af de hvide under general Rodzianko, sammen med Pskov og Jamburg.
Under den tyske tilbagetrækning i 1944 ødelagde Wehrmacht med overlæg mange af Gdovs kirker, som var regnet blandt de smukkeste eksempler på Pskovs middelalderarkitektur. Byens historiske monumenter er delvis blevet restaurerede i tiden efter 2. verdenskrig.
Under den kolde krig lå en aktiv flybase, Smuravjevo, nordøst for byen.